# Ove Eklund
Ove Eklund (* 30. Januar 1946 in Hallstahammar) ist ein ehemaliger schwedischer Fußballspieler. Der Stürmer gewann in der Spielzeit 1968 den Titel des schwedischen Torschützenkönigs.

## Werdegang
Eklund begann mit dem Fußballspielen in seinem Heimatort bei Hallstahammars SK. Vor Beginn der Spielzeit 1968 schloss er sich Åtvidabergs FF in der Allsvenskan an. In seiner ersten Spielzeit für den Klub kam er in allen 22 Saisonspielen zum Einsatz und führte die Mannschaft mit 16 Saisontoren auf den siebten Tabellenplatz. Damit krönte er sich vor Harry Bild, dem 14 Treffer gelangen, und dem 13-fachen Torschützen Inge Ejderstedt, dem Sturmduo von Meister Östers IF, zum alleinigen Torschützenkönig der Liga.
Dieser Erfolg wurde Eklund im folgenden Jahr honoriert. Am 25. Juni 1969 kam er unter Nationaltrainer Orvar Bergmark beim Länderspiel gegen Dänemark zu seinem Debüt im Nationaljersey. Dabei schoss er mit seinem Treffer in der 60. Spielminute die schwedische Nationalmannschaft zum 1:0-Erfolg. Zwar gelang ihm auch beim 1:0-Auswärtserfolg bei der Sowjetischen Auswahl im folgenden Länderspiel das spielentscheidende Tor, dennoch konnte er sich nicht in der Stammformation der Auswahlmannschaft etablieren. Obwohl er in der Spielzeit 1969 noch zu den besten zehn Ligatorschützen gehört hatte und im März noch für die Nationalmannschaft aufgelaufen war, zog ihm Bergmark für das Weltmeisterschaftsendrundenturnier 1970 Ove Kindvall, Ove Grahn, Örjan Persson, Tom Turesson und Inge Ejderstedt als Offensivkräfte vor. Im Herbst 1970 kehrte Eklund, der in der Torschützenliste der Allsvenskan lediglich von Bo Larsson von Malmö FF und Jan Sjöström von Hammarby IF überboten wurde und im Sommer mit dem Klub den Landespokal geholt hatte, in die Nationalmannschaft zurück und zeichnete sich hier auch bis zum folgenden Sommer als Torschütze aus.
Im Sommer 1971 verließ Eklund, der bis zur Mitte der Saison in elf Spielen sieben Tore für Åtvidabergs FF erzielt und den Pokalsieg wiederholt hatte, sein Heimatland und wechselte in die belgische Erste Division zu Royal Antwerpen. Bei seinem Ligadebüt am 1. August des Jahres zeichnete er sich direkt als doppelter Torschütze aus. Bis zum Saisonende gelangen ihm an der Seite von Spielern wie René Desaeyere, Louis Pilot, Louis van Gaal und Flemming Lund elf Saisontore. Auch in der folgenden Saison gehörte er mit neun Toren zu den besten vereinsinternen schützen, konnte sich aber unter Bergmarks Nachfolger Georg Ericson nicht in der Nationalelf behaupten und bestritt im Frühjahr 1973 sein letztes von 14 Länderspielen. An der Seite von Roger Van Gool und Karl Kodat wurde er mit der Mannschaft 1974 Vizemeister hinter dem RSC Anderlecht.
Zu Beginn der Spielzeit 1974/75 kam Eklund noch für den belgischen Klub zum Einsatz, wurde im Dezember 1974 aber an Stade Reims ausgeliehen. Dort sollte er den Torjäger Carlos Bianchi ersetzen, der in zehn Ligaspielen bis Oktober bereits ein Dutzend Treffer erzielt hatte, ehe er einen dreifachen Beinbruch erlitt. Diese Rolle konnte der Schwede allerdings nur eingeschränkt ausfüllen: ab 15. Dezember kam er auf lediglich fünf Division-1-Einsätze, wobei er ohne Torerfolg blieb. Demzufolge hieß der Sturmführer der Rémois ab 20. März 1975 wieder Bianchi, und Eklund kehrte im Sommer des Jahres nach Schweden zurück. Dort ging er erneut für Åtvidabergs FF auf Torejagd. Am Ende der Spielzeit 1976 stieg er mit dem Klub in die Zweitklassigkeit ab.